# Austria na Letnich Igrzyskach Olimpijskich 2024
Austrię na Letnich Igrzyskach Olimpijskich 2024 reprezentowało 78 zawodników : 42 mężczyzn i 36 kobiet. Był to 29 start reprezentacji Austrii na letnich igrzyskach olimpijskich.

## Zdobyte medale
| Medal | Zawodnik               | Dyscyplina          | Konkurencja                | Rezultat | Data        |
| ----- | ---------------------- | ------------------- | -------------------------- | -------- | ----------- |
| Złoto | Lara Vadlau Lukas Mähr | Żeglarstwo          | 470                        | 1.       | 8 sierpnia  |
| Złoto | Valentin Bontus        | Żeglarstwo          | Formuła Kite (m)           | 1.       | 9 sierpnia  |
| Brąz  | Michaela Polleres      | Judo                | do 70 kg (k)               | 3.       | 31 lipca    |
| Brąz  | Jakob Schubert         | Wspinaczka sportowa | wspinaczka łączna mężczyzn | 139,6    | 9 sierpnia  |
| Brąz  | Jessica Pilz           | Wspinaczka sportowa | wspinaczka łączna kobiet   | 147,4    | 10 sierpnia |

## Skład reprezentacji

### Badminton
| Zawodnik                  | Konkurencja        | Faza grupowa                                   | Faza grupowa | 1/8 finału       | Ćwierćfinały     | Półfinały        | Finał            | Źródło |
| Zawodnik                  | Konkurencja        | Przeciwnicy Wynik                              | Pozycja      | Przeciwnik Wynik | Przeciwnik Wynik | Przeciwnik Wynik | Przeciwnik Wynik | Źródło |
| ------------------------- | ------------------ | ---------------------------------------------- | ------------ | ---------------- | ---------------- | ---------------- | ---------------- | ------ |
| Collins-Valentine Filimon | gra pojedyncza (m) | Anders Antonsen P 0:2 Ade Resky Dwicahyo P 0:2 | 3.           | NQ               | NQ               | NQ               | NQ               | [ 1 ]  |

### Gimnastyka

#### sportowa
| Zawodnik      | Konkurencja            | Eliminacje | Eliminacje | Eliminacje | Eliminacje | Eliminacje | Eliminacje | Finał    | Finał    | Finał    | Finał    | Finał | Finał   | Źródło |
| Zawodnik      | Konkurencja            | Przyrząd   | Przyrząd   | Przyrząd   | Przyrząd   | Razem      | Pozycja    | Przyrząd | Przyrząd | Przyrząd | Przyrząd | Razem | Pozycja | Źródło |
| Zawodnik      | Konkurencja            | V          | UB         | BB         | F          | Razem      | Pozycja    | V        | UB       | BB       | F        | Razem | Pozycja | Źródło |
| ------------- | ---------------------- | ---------- | ---------- | ---------- | ---------- | ---------- | ---------- | -------- | -------- | -------- | -------- | ----- | ------- | ------ |
| Charlize Mörz | wielobój drużynowy (k) | 13,200     | 11,766     | 11,100     | 11,733     | 47,099     | 57.        | NQ       | NQ       | NQ       | NQ       | NQ    | NQ      | [ 2 ]  |

#### skoki na trampolinie
| Zawodnik     | Konkurencja              | Eliminacje        | Eliminacje    | Eliminacje | Eliminacje | Finał    | Finał     | Finał     | Finał        | Finał | Finał   | Źródło |
| Zawodnik     | Konkurencja              | Układ obowiązkowy | Układ dowolny | Wynik      | Pozycja    | Trudność | Wykonanie | Czas lotu | Przesunięcie | Kara  | Łącznie | Źródło |
| ------------ | ------------------------ | ----------------- | ------------- | ---------- | ---------- | -------- | --------- | --------- | ------------ | ----- | ------- | ------ |
| Benny Wizani | skoki na trampolinie (m) | 54,990            | 12,460        | 54,990     | 15.        | NQ       | NQ        | NQ        | NQ           | NQ    | NQ      | [ 3 ]  |

### Golf
| Zawodnik      | Konkurencja | Runda 1 | Runda 2 | Runda 3 | Runda 4 | Łącznie | Łącznie | Łącznie | Źródło |
| Zawodnik      | Konkurencja | Wynik   | Wynik   | Wynik   | Wynik   | Wynik   | Par     | Pozycja | Źródło |
| ------------- | ----------- | ------- | ------- | ------- | ------- | ------- | ------- | ------- | ------ |
| Sepp Straka   | mężczyźni   | 67      | 74      | 70      | 71      | 282     | -2      | T35     | [ 4 ]  |
| Emma Spitz    | kobiety     | 75      | 70      | 75      | 70      | 290     | +2      | T29     | [ 5 ]  |
| Sarah Schober | kobiety     | 75      | 73      | 73      | 79      | 300     | +12     | T47     | [ 5 ]  |

### Jeździectwo
Ujeżdżenie
| Zawodnik                                              | Konkurencja   | Koń                      | Grand Prix | Grand Prix | Grand Prix Freestyle | Grand Prix Freestyle | Grand Prix Special | Grand Prix Special | Źródło |
| Zawodnik                                              | Konkurencja   | Koń                      | Wynik      | Poz.       | Wynik                | Poz.                 | Wynik              | Poz.               | Źródło |
| ----------------------------------------------------- | ------------- | ------------------------ | ---------- | ---------- | -------------------- | -------------------- | ------------------ | ------------------ | ------ |
| Victoria Max-Theurer                                  | indywidualnie | FH Abbeglen              | 74,301     | 14.Q       | 75,375               | 17.                  | —                  | —                  | [ 6 ]  |
| Stefan Lehfellner                                     | indywidualnie | Roberto Carlos MT        | 68,183     | 45.        | NQ                   | NQ                   | —                  | —                  |        |
| Florian Bacher                                        | indywidualnie | Fidertraum               | 71,009     | 26.        | NQ                   | NQ                   | —                  | —                  |        |
| Victoria Max-Theurer Stefan Lehfellner Florian Bacher | drużynowo     | ten sam co indywidualnie | 213,493    | 8.Q        | —                    | —                    | 211,505            | 9.                 |        |

WKKW
| Zawodnik      | Konkurencja   | Koń               | Ujeżdżenie | Ujeżdżenie | Próba terenowa | Próba terenowa | Próba terenowa | Skoki        | Skoki        | Skoki        | Skoki | Skoki | Skoki | Razem | Razem | Źródło |
| Zawodnik      | Konkurencja   | Koń               | Ujeżdżenie | Ujeżdżenie | Próba terenowa | Próba terenowa | Próba terenowa | Kwalifikacje | Kwalifikacje | Kwalifikacje | Finał | Finał | Finał | Razem | Razem | Źródło |
| Zawodnik      | Konkurencja   | Koń               | Kary       | Poz.       | Kary           | Suma           | Poz.           | Kary         | Suma         | Poz.         | Kary  | Suma  | Poz.  | Kary  | Poz.  | Źródło |
| ------------- | ------------- | ----------------- | ---------- | ---------- | -------------- | -------------- | -------------- | ------------ | ------------ | ------------ | ----- | ----- | ----- | ----- | ----- | ------ |
| Harald Ambros | indywidualnie | Vitorio du Montet | 36,50      | 49         | 6,8            | 43,30          | 33             | 10           | 53,30        | 34           | NQ    | NQ    | NQ    | 53,30 | 34.   | [ 7 ]  |

Skoki przez przeszkody
| Zawodnik                                    | Konkurencja   | Koń                                | Kwalifikacje | Kwalifikacje | Finał | Finał | Finał | Źródło |
| Zawodnik                                    | Konkurencja   | Koń                                | Kary         | Poz.         | Kary  | Czas  | Poz.  | Źródło |
| ------------------------------------------- | ------------- | ---------------------------------- | ------------ | ------------ | ----- | ----- | ----- | ------ |
| Gerfried Puck                               | indywidualnie | Naxcel V                           | 12           | 55.          | NQ    | NQ    | NQ    | [ 8 ]  |
| Max Kühner                                  | indywidualnie | Elektric Blue P                    | 4            | 22.Q         | 4     | 81,29 | 7     | [ 8 ]  |
| Katharina Rhomberg                          | indywidualnie | Cuma 5                             | 4            | 32.          | NQ    | NQ    | NQ    | [ 8 ]  |
| Gerfried Puck Max Kühner Katharina Rhomberg | drużynowo     | ten sam co konkursie indywidualnym | 28           | 13.          | NQ    | NQ    | NQ    | [ 9 ]  |

### Judo

#### Indywidualnie
| Zawodnik            | Konkurencja  | 1/32                      | 1/16 finału                     | Ćwierćfinał             | Półfinał                 | Repasaże          | Finał / 3. miejsce          | Pozycja | Źródło |
| Zawodnik            | Konkurencja  | Przeciwnik Wynik          | Przeciwnik Wynik                | Przeciwnik Wynik        | Przeciwnik Wynik         | Przeciwnik Wynik  | Przeciwnik Wynik            | Pozycja | Źródło |
| ------------------- | ------------ | ------------------------- | ------------------------------- | ----------------------- | ------------------------ | ----------------- | --------------------------- | ------- | ------ |
| Samuel Gassner      | - 73 kg (m)  | Hasan Bayan W 10-00       | Akil Gjakova P 00-10            | NQ                      | NQ                       | NQ                | NQ                          | 9.      | [ 10 ] |
| Wachid Borchashvili | - 81 kg (m)  | Mohammad Faizad W 11-00   | Tato Grigalashvili P 00-01      | NQ                      | NQ                       | NQ                | NQ                          | 9.      | [ 11 ] |
| Aaron Fara          | - 100 kg (m) | Aaron Wolf P 00-10        | NQ                              | NQ                      | NQ                       | NQ                | NQ                          |         | [ 12 ] |
| Katharina Tanzer    | - 48 kg (k)  | Wong Ka Lee W 10-00       | Bavuudorjiin Baasankhüü P 00-10 | NQ                      | NQ                       | NQ                | NQ                          | 9       | [ 13 ] |
| Lubjana Piovesana   | - 63 kg (k)  | Jesmigül Kujulowa W 01-00 | Lucy Renshall W 01-00           | Awiti Alcaraz P 00-01   | —                        | Kim Ji-su W 10-00 | Clarisse Agbegnenou P 00-10 | 5.      | [ 14 ] |
| Michaela Polleres   | - 70 kg (k)  | BYE                       | Yeats-Brown W 01-00             | Marie-Ève Gahié W 01-00 | Miriam Butkereit P 00-01 | —                 | Ai Tsunoda W 10-00          | brąz    | [ 15 ] |

#### Drużynowo
| Zawodnik                                                                                           | Konkurencja      | 1/16 finału      | Ćwierćfinał      | Półfinał         | Repasaże         | Finał / 3. miejsce | Pozycja | Źródła |
| Zawodnik                                                                                           | Konkurencja      | Przeciwnik Wynik | Przeciwnik Wynik | Przeciwnik Wynik | Przeciwnik Wynik | Przeciwnik Wynik   | Pozycja | Źródła |
| -------------------------------------------------------------------------------------------------- | ---------------- | ---------------- | ---------------- | ---------------- | ---------------- | ------------------ | ------- | ------ |
| Samuel Gassner Wachid Borchashvili Aaron Fara Katharina Tanzer Lubjana Piovesana Michaela Polleres | zawody drużynowe | Niemcy P 1-4     | NQ               | NQ               | NQ               | NQ                 | 9.      |        |

### Kajakarstwo
Kajakarstwo górskie
| Zawodnik            | Konkurencja    | Eliminacje | Eliminacje | Eliminacje | Eliminacje | Eliminacje | Eliminacje | Półfinały | Półfinały | Finał  | Finał   | Pozycja | Źródło               |
| Zawodnik            | Konkurencja    | P 1        | M.         | P 2        | M.         | Razem      | M.         | Czas      | Miejsce   | Czas   | Miejsce | Pozycja | Źródło               |
| ------------------- | -------------- | ---------- | ---------- | ---------- | ---------- | ---------- | ---------- | --------- | --------- | ------ | ------- | ------- | -------------------- |
| Felix Oschmautz     | Slalom K-1 (m) | 90,07      | 15.        | 92,40      | 16.        | 90,07      | 18.Q       | 91,83     | 4.Q       | 90,21  | 10.     |         | [ 16 ]               |
| Viktoria Wolffhardt | Slalom C-1 (k) | 114,27     | 17.        | 110,39     | 12.        | 110,39     | 17.Q       | 120,78    | 14.       | NQ     | NQ      |         | [ 17 ] [ 18 ]        |
| Corinna Kuhnle      | Slalom K-1 (k) | 98,24      | 11.        | 95,67      | 8.         | 95,67      | 8.Q        | 106,25    | 12.Q      | 103,09 | 10.     |         | [ 19 ] [ 20 ] [ 21 ] |

| Zawodnik            | Konkurencja   | Kwalifikacje | Kwalifikacje | Runda 1 | Repasaże | Eliminacje | Ćwierćfinały | Półfinały | Finał   | Pozycja | Źródło |
| Zawodnik            | Konkurencja   | Czas         | Miejsce      | Miejsce | Miejsce  | Miejsce    | Miejsce      | Miejsce   | Miejsce | Pozycja | Źródło |
| ------------------- | ------------- | ------------ | ------------ | ------- | -------- | ---------- | ------------ | --------- | ------- | ------- | ------ |
| Felix Oschmautz     | Cross K-1 (m) | 67,87        | 7.           | 1.Q     | BYE      | 3.         | NQ           | NQ        | NQ      | 17.     | [ 22 ] |
| Corinna Kuhnle      | Cross K-1 (k) | 76,55        | 22.          | 4.R     | 3.       | NQ         | NQ           | NQ        | NQ      | 33.     | [ 23 ] |
| Viktoria Wolffhardt | Cross K-1 (k) | 80,83        | 32.          | 3.R     | 2.Q      | 4.         | NQ           | NQ        | NQ      | 31.     | [ 23 ] |

### Kolarstwo

#### Kolarstwo szosowe
| Zawodnik                | Konkurencja                    | Czas     | Pozycja | Źródło |
| ----------------------- | ------------------------------ | -------- | ------- | ------ |
| Felix Großschartner     | wyścig ze startu wspólnego (m) | 6:21,54  | 26.     | [ 24 ] |
| Marco Haller            | wyścig ze startu wspólnego (m) | 6:20,50  | 6.      | [ 24 ] |
| Anna Kiesenhofer        | wyścig ze startu wspólnego (k) | 4:07,16  | 52.     | [ 25 ] |
| Christina Schweinberger | wyścig ze startu wspólnego (k) | 4:04,23  | 28.     | [ 25 ] |
| Felix Großschartner     | jazda indywidualna na czas (m) | 38:17,36 | 19.     | [ 26 ] |
| Anna Kiesenhofer        | jazda indywidualna na czas (k) | 46:28,88 | 33.     | [ 27 ] |
| Christina Schweinberger | jazda indywidualna na czas (k) | 41:52,02 | 10.     | [ 27 ] |

#### Kolarstwo torowe
Madison
| Zawodnik                          | Konkurencja | Punkty | Okrążenia | Pozycja | Źródło |
| --------------------------------- | ----------- | ------ | --------- | ------- | ------ |
| Maximilian Schmidbauer Tim Wafler | mężczyźni   | 5      | -60       | 14.     | [ 28 ] |

Omnium
| Zawodnik   | Konkurencja | Scratch | Scratch | Wyścig tempowy | Wyścig tempowy | Wyścig eliminacyjny | Wyścig eliminacyjny | Wyścig punktowy | Wyścig punktowy | Wyścig punktowy | Suma punktów | Pozycja | Źródło |
| Zawodnik   | Konkurencja | Miejsce | Punkty  | Miejsce        | Punkty         | Miejsce             | Punkty              | Sprint          | Okrążenia       | Miejsce         | Suma punktów | Pozycja | Źródło |
| ---------- | ----------- | ------- | ------- | -------------- | -------------- | ------------------- | ------------------- | --------------- | --------------- | --------------- | ------------ | ------- | ------ |
| Tim Wafler | mężczyźni   | 13      | 16      | 16             | 0              | 19                  | 4                   | 5               | 20              | 9               | 55           | 13.     | [ 29 ] |

#### Kolarstwo górskie
| Zawodnik           | Konkurencja       | Czas/Okrążenia | Pozycja | Źródło |
| ------------------ | ----------------- | -------------- | ------- | ------ |
| Mona Mitterwallner | cross-country (k) | 1:34:44        | 18.     | [ 30 ] |
| Laura Stigger      | cross-country (k) | 1:30:15        | 6.      | [ 30 ] |
| Max Foidl          | cross-country (m) | 1:31:26        | 22.     | [ 31 ] |

### Lekkoatletyka

#### Konkurencje biegowe
| Zawodnik           | Konkurencja            | Kwalifikacje | Kwalifikacje | Repasaże | Repasaże | Półfinał | Półfinał | Finał   | Finał   | Źródło |
| Zawodnik           | Konkurencja            | Wynik        | Miejsce      | Wynik    | Miejsce  | Wynik    | Miejsce  | Wynik   | Miejsce | Źródło |
| ------------------ | ---------------------- | ------------ | ------------ | -------- | -------- | -------- | -------- | ------- | ------- | ------ |
| Markus Fuchs       | bieg na 100 m (m)      | 10,59        | 8.           | —        | —        | NQ       | NQ       | NQ      | NQ      | [ 32 ] |
| Raphael Pallitsch  | bieg na 1500 m (m)     | 3:38,20      | 11.          | 3:39,32  | 32.      | NQ       | NQ       | NQ      | NQ      | [ 33 ] |
| Enzo Diessl        | 110 m przez płotki (m) | 13,63        | 6.           | 13,56    | 4.       | NQ       | NQ       | NQ      | NQ      |        |
| Susanne Gogl-Walli | bieg na 400 m (k)      | 50,67        | 2.Q          | —        | —        | 51,17    | 7.       | NQ      | NQ      | [ 34 ] |
| Julia Mayer        | maraton (k)            | —            | —            | —        | —        | —        | —        | 2:35:14 | 55.     | [ 35 ] |

#### Konkurencje techniczne
| Zawodnik            | Konkurencja        | Kwalifikacje | Kwalifikacje | Finał | Finał   | Źródło |
| Zawodnik            | Konkurencja        | Wynik        | Miejsce      | Wynik | Miejsce | Źródło |
| ------------------- | ------------------ | ------------ | ------------ | ----- | ------- | ------ |
| Lukas Weißhaidinger | rzut dyskiem (m)   | 66,72        | 3.Q          | 67,54 | 5.      | [ 36 ] |
| Victoria Hudson     | rzut oszczepem (k) | 59,69        | 20.          | NQ    | NQ      | [ 37 ] |

### Łucznictwo
| Zawodnik         | Konkurencja       | Runda rankingowa | Runda rankingowa | 1/32 finału          | 1/16 finału      | 1/8 finału       | Ćwierćfinały     | Półfinały        | Finał            | Źródło |
| Zawodnik         | Konkurencja       | Wynik            | Miejsce          | Przeciwnik Wynik     | Przeciwnik Wynik | Przeciwnik Wynik | Przeciwnik Wynik | Przeciwnik Wynik | Przeciwnik Wynik | Źródło |
| ---------------- | ----------------- | ---------------- | ---------------- | -------------------- | ---------------- | ---------------- | ---------------- | ---------------- | ---------------- | ------ |
| Elisabeth Straka | indywidualnie (k) | 667              | 10               | Quinty Roeffen P 4-6 | NQ               | NQ               | NQ               | NQ               | NQ               | [ 38 ] |

### Pływanie
| Zawodnik             | Konkurencja                   | Eliminacje | Eliminacje | Półfinał | Półfinał | Finał     | Finał | Źródło |
| Zawodnik             | Konkurencja                   | Czas       | Poz.       | Czas     | Poz.     | Czas      | Poz.  | Źródło |
| -------------------- | ----------------------------- | ---------- | ---------- | -------- | -------- | --------- | ----- | ------ |
| Felix Auböck         | 200 m stylem dowolnym (m)     | DNF        | DNF        | —        | —        | —         | —     | [ 39 ] |
| Felix Auböck         | 400 m stylem dowolnym (m)     | 3:50,50    | 24.        | NQ       | NQ       | NQ        | NQ    | [ 40 ] |
| Felix Auböck         | 800 m stylem dowolnym (m)     | 7:48,49    | 13.        | —        | —        | NQ        | NQ    | [ 41 ] |
| Felix Auböck         | 10 km na akwenie otwartym (m) | —          | —          | —        | —        | 2:03:00,5 | 24.   | [ 42 ] |
| Jan Hercog           | 10 km na akwenie otwartym (m) | —          | —          | —        | —        | 2:01:03,8 | 21.   | [ 42 ] |
| Bernhard Reitshammer | 100 m stylem grzbietowym (m)  | 55,13      | 36.        | NQ       | NQ       | NQ        | NQ    | [ 43 ] |
| Bernhard Reitshammer | 100 m stylem klasycznym (m)   | 59,68      | 11.Q       | 1:00,18  | 15.      | NQ        | NQ    | [ 44 ] |
| Simon Bucher         | 100 m stylem motylkowym (m)   | 51,55      | 13.Q       | 51,35    | 10.      | NQ        | NQ    | [ 45 ] |
| Martin Espernberger  | 200 m stylem motylkowym (m)   | 1:55,19    | 5.Q        | 1:54,62  | 8.Q      | 1:54,17   | 6.    | [ 46 ] |

### Pływanie synchroniczne
| Zawodnik                                     | Konkurencja | Układ techniczny | Układ techniczny | Układ dowolny | Układ dowolny | Pozycja | Źródło |
| Zawodnik                                     | Konkurencja | Wynik            | Pozycja          | Wynik         | Pozycja       | Pozycja | Źródło |
| -------------------------------------------- | ----------- | ---------------- | ---------------- | ------------- | ------------- | ------- | ------ |
| Anna-Maria Alexandri Eirini-Marina Alexandri | duety       | 267,2533         | 2.               | 288,4145      | 5.            | 4.      | [ 47 ] |

### Siatkówka

#### plażowa
| Zawodnik                    | Konkurencja | Faza grupowa                        | Faza grupowa                         | Faza grupowa                       | Faza grupowa | 1/8 finału       | Ćwierćfinały     | Półfinały        | Finał            | Poz. | Źródło |
| Zawodnik                    | Konkurencja | Przeciwnik Wynik                    | Przeciwnik Wynik                     | Przeciwnik Wynik                   | Poz.         | Przeciwnik Wynik | Przeciwnik Wynik | Przeciwnik Wynik | Przeciwnik Wynik | Poz. | Źródło |
| --------------------------- | ----------- | ----------------------------------- | ------------------------------------ | ---------------------------------- | ------------ | ---------------- | ---------------- | ---------------- | ---------------- | ---- | ------ |
| Julian Hörl Alexander Horst | turniej (m) | Evandro Oliveira Arthur Lanci P 0:2 | Ondřej Perušič David Schweiner P 0:2 | Sam Schachter Daniel Dearing P 0:2 | 4.           | NQ               | NQ               | NQ               | NQ               | 19   |        |

### Skoki do wody
| Zawodnik    | Konkurencja             | Eliminacje | Eliminacje | Półfinał | Półfinał | Finał | Finał   | Źródło |
| Zawodnik    | Konkurencja             | Wynik      | Pozycja    | Wynik    | Pozycja  | Wynik | Pozycja | Źródło |
| ----------- | ----------------------- | ---------- | ---------- | -------- | -------- | ----- | ------- | ------ |
| Anton Knoll | wieża indywidualnie (m) | 321,55     | 23.        | NQ       | NQ       | NQ    | NQ      |        |

### Strzelectwo
| Zawodnik                        | Konkurencja                                   | Kwalifikacje | Kwalifikacje | Finał | Finał   | Źródło |
| Zawodnik                        | Konkurencja                                   | Wynik        | Pozycja      | Wynik | Pozycja | Źródło |
| ------------------------------- | --------------------------------------------- | ------------ | ------------ | ----- | ------- | ------ |
| Alexander Schmirl               | karabin pneumatyczny 10 m (m)                 | 627,7        | 26.          | NQ    | NQ      | [ 48 ] |
| Martin Strempfl                 | karabin pneumatyczny 10 m (m)                 | 627,2        | 28.          | NQ    | NQ      | [ 48 ] |
| Alexander Schmirl               | karabin małokalibrowy, trzy postawy, 50 m (m) | 585-26x      | 28.          | NQ    | NQ      | [ 49 ] |
| Andreas Thum                    | karabin małokalibrowy, trzy postawy, 50 m (m) | 280-24x      | 35.          | NQ    | NQ      | [ 49 ] |
| Nadine Ungerank                 | karabin pneumatyczny 10 m (k)                 | 626,1        | 28.          | NQ    | NQ      |        |
| Nadine Ungerank                 | karabin małokalibrowy, trzy postawy, 50 m (k) | 589-27x      | 7.Q          | 432,1 | 5.      | [ 50 ] |
| Sylvia Steiner                  | pistolet sportowy 25 m (k)                    | 581          | 17.          | NQ    | NQ      | [ 51 ] |
| Sylvia Steiner                  | pistolet pneumatyczny 10 m (k)                | 569          | 27.          | NQ    | NQ      | [ 52 ] |
| Nadine Ungerank Martin Strempfl | karabin pneumatyczny 10 m (mikst)             | 625,5        | 15.          | NQ    | NQ      | [ 53 ] |

### Taekwondo
| Zawodnik     | Konkurencja | 1/16 finału      | 1/8 finału       | Ćwierćfinały     | Repasaż          | Finał            | Źródło |
| Zawodnik     | Konkurencja | Przeciwnik Wynik | Przeciwnik Wynik | Przeciwnik Wynik | Przeciwnik Wynik | Przeciwnik Wynik | Źródło |
| ------------ | ----------- | ---------------- | ---------------- | ---------------- | ---------------- | ---------------- | ------ |
| Marlene Jahl | + 67 kg (k) | Zhou Zeqi P 0-2  | NQ               | NQ               | NQ               | NQ               | [ 54 ] |

### Tenis stołowy
| Zawodnik        | Konkurencja       | Eliminacje       | 1/32 finału                 | 1/16 finału      | 1/8 finału             | Ćwierćfinały     | Półfinały        | Finał            | Finał   | Źródło |
| Zawodnik        | Konkurencja       | Przeciwnik Wynik | Przeciwnik Wynik            | Przeciwnik Wynik | Przeciwnik Wynik       | Przeciwnik Wynik | Przeciwnik Wynik | Przeciwnik Wynik | Pozycja | Źródło |
| --------------- | ----------------- | ---------------- | --------------------------- | ---------------- | ---------------------- | ---------------- | ---------------- | ---------------- | ------- | ------ |
| Daniel Habesohn | indywidualnie (m) | BYE              | Álvaro Robles P 2-4         | NQ               | NQ                     | NQ               | NQ               | NQ               | NQ      | [ 55 ] |
| Sofia Polcanova | indywidualnie (k) | BYE              | Arantxa Cossío Aceves W 4-0 | Shao Jieni W 4-2 | Bernadette Szőcs W 4-0 | Chen Meng P 0-4  | NQ               | NQ               |         |        |

### Tenis ziemny
| Zawodnik        | Konkurencja       | Eliminacje              | 1/32 finału                   | 1/16 finału      | Ćwierćfinały     | Półfinały        | Finał/Mecz o 3. miejsce | Pozycja | Źródło |
| Zawodnik        | Konkurencja       | Przeciwnik Wynik        | Przeciwnik Wynik              | Przeciwnik Wynik | Przeciwnik Wynik | Przeciwnik Wynik | Przeciwnik Wynik        | Pozycja | Źródło |
| --------------- | ----------------- | ----------------------- | ----------------------------- | ---------------- | ---------------- | ---------------- | ----------------------- | ------- | ------ |
| Sebastian Ofner | indywidualnie (m) | Robin Haase W 7-5, 6-2  | Daniił Miedwiediew P 2-6, 2-6 | NQ               | NQ               | NQ               | NQ                      |         |        |
| Julia Grabher   | indywidualnie (k) | Emma Navarro P 2-6, 0-6 | NQ                            | NQ               | NQ               | NQ               | NQ                      |         | [ 56 ] |

### Triathlon

#### Indywidualnie
| Zawodnik      | Konkurencja | Pływanie | Zmiana 1 | Jazda na rowerze | Zmiana 2 | Bieg  | Czas    | Pozycja | Źródło |
| ------------- | ----------- | -------- | -------- | ---------------- | -------- | ----- | ------- | ------- | ------ |
| Julia Hauser  | kobiety     | 24,41    | 0,47     | 1:00,39          | 0,32     | 34,55 | 2:01,44 | 32.     | [ 57 ] |
| Lisa Perterer | kobiety     | 27,52    | 1,03     | 1:00,16          | 0,35     | 37,41 | 2:07,27 | 50.     | [ 57 ] |
| Tjebbe Kaindl | mężczyźni   | 21,21    | 0,47     | 51,18            | 0,27     | 35,08 | 1:49,01 | 33.     | [ 58 ] |
| Alois Knabl   | mężczyźni   | 20,33    | 0,54     | 51,57            | 0,26     | 32,33 | 1:46,23 | 23.     | [ 58 ] |

#### Sztafeta mieszana
| Zawodnik      | Konkurencja       | Pływanie (300 m) | Zmiana 1 | Jazda na rowerze (7 km) | Zmiana 2 | Bieg (2 km) | Czas  | Łącznie | Pozycja | Źródło |
| ------------- | ----------------- | ---------------- | -------- | ----------------------- | -------- | ----------- | ----- | ------- | ------- | ------ |
| Alois Knabl   | sztafeta mieszana | 4,10             | 1,07     | 9,37                    | 0,24     | 5,19        | 20,37 | DNF     | 15.     | [ 59 ] |
| Julia Hauser  | sztafeta mieszana | 5,36             | 1,18     | 11,49                   | 0,30     | 6,14        | 25,27 | DNF     | 15.     | [ 59 ] |
| Tjebbe Kaindl | sztafeta mieszana | 5,02             | 1,06     | 10,15                   | 0,24     | 5,37        | 22,24 | DNF     | 15.     | [ 59 ] |
| Lisa Perterer | sztafeta mieszana | 6,01             | DNF      | DNF                     | DNF      | DNF         | DNF   | DNF     | 15.     | [ 59 ] |

### Wioślarstwo
| Zawodnik                            | Konkurencja                      | Eliminacje | Eliminacje | Repasaże | Repasaże | Ćwierćfinał | Ćwierćfinał | Półfinał | Półfinał | Finał   | Finał   | Źródło |
| Zawodnik                            | Konkurencja                      | Wynik      | Pozycja    | Wynik    | Pozycja  | Wynik       | Pozycja     | Wynik    | Pozycja  | Wynik   | Pozycja | Źródło |
| ----------------------------------- | -------------------------------- | ---------- | ---------- | -------- | -------- | ----------- | ----------- | -------- | -------- | ------- | ------- | ------ |
| Magdalena Lobnig                    | jedynka (k)                      | 7:39,39    | 2.QF       | —        | —        | 7:40,07     | 3. SA/B     | 7:40,02  | 6.FB     | 7:30,54 | 10.     | [ 60 ] |
| Louisa Altenhuber Lara Tiefenthaler | dwójka podwójna wagi lekkiej (k) | 7:24,14    | 4.R        | 7:17,77  | 2.SA/B   | —           | —           | 7:19,76  | 5.FB     | 7:10,02 | 10.     | [ 61 ] |

### Wspinaczka sportowa
Wspinaczka łączna
| Zawodnik       | Konkurencja           | Eliminacje | Eliminacje | Eliminacje  | Eliminacje  | Eliminacje | Eliminacje | Finał      | Finał      | Finał       | Finał       | Finał | Finał   | Źródło |
| Zawodnik       | Konkurencja           | Bouldering | Bouldering | Prowadzenie | Prowadzenie | Razem      | Pozycja    | Bouldering | Bouldering | Prowadzenie | Prowadzenie | Razem | Pozycja | Źródło |
| Zawodnik       | Konkurencja           | Wynik      | Pozycja    | Wynik       | Pozycja     | Razem      | Pozycja    | Wynik      | Pozycja    | Wynik       | Pozycja     | Razem | Pozycja | Źródło |
| -------------- | --------------------- | ---------- | ---------- | ----------- | ----------- | ---------- | ---------- | ---------- | ---------- | ----------- | ----------- | ----- | ------- | ------ |
| Jakob Schubert | wspinaczka łączna (m) | 48,7       | 6.         | 54,1        | 8.          | 98,8       | 5.Q        | 43,6       | 5.         | 96,0        | 1.          | 139,6 | brąz    | [ 62 ] |
| Jessica Pilz   | wspinaczka łączna (k) | 68,8       | 6.         | 88,1        | 3.          | 156,9      | 2.Q        | 59,3       | 6.         | 88,1        | 2.          | 147,4 | brąz    | [ 63 ] |

### Żeglarstwo
Konkurencje eliminacyjne
| Zawodnik      | Konkurencja | Wyścig | Wyścig | Wyścig | Wyścig | Wyścig | Wyścig | Wyścig | Wyścig | Wyścig | Wyścig | Wyścig | Wyścig | Wyścig | Wyścig | Wyścig    | Wyścig    | Wyścig    | Wyścig    | Wyścig    | Wyścig    | Wyścig | Wyścig | Wyścig  | Wyścig      | Wyścig   | Wyścig | Pozycja | Źródło |
| Zawodnik      | Konkurencja | 1      | 2      | 3      | 4      | 5      | 6      | 7      | 8      | 9      | 10     | 11     | 12     | 13     | 14     | 15        | 16        | 17        | 18        | 19        | 20        | Razem  | Punkty | Pozycja | Ćwierćfinał | Półfinał | Finał  | Pozycja | Źródło |
| ------------- | ----------- | ------ | ------ | ------ | ------ | ------ | ------ | ------ | ------ | ------ | ------ | ------ | ------ | ------ | ------ | --------- | --------- | --------- | --------- | --------- | --------- | ------ | ------ | ------- | ----------- | -------- | ------ | ------- | ------ |
| Lorena Abicht | iQFoil (k)  | 10     | 18     | 22     | 25     | 22     | 23     | 25     | 24     | 22     | 22     | 21     | 11     | 25     | 20     | Anulowane | Anulowane | Anulowane | Anulowane | Anulowane | Anulowane |        | 240    | 23      | NQ          | NQ       | NQ     | 23.     | [ 64 ] |

| Zawodnik        | Konkurencja | Wyścig | Wyścig | Wyścig | Wyścig | Wyścig | Wyścig | Wyścig    | Wyścig    | Wyścig    | Wyścig    | Wyścig    | Wyścig    | Wyścig    | Wyścig    | Wyścig    | Wyścig    | Wyścig | Wyścig | Wyścig | Wyścig | Wyścig | Wyścig | Wyścig | Wyścig | Wyścig | Wyścig | Wyścig | Wyścig | Wyścig | Wyścig | Pozycja | Źródło |
| Zawodnik        | Konkurencja | 1      | 2      | 3      | 4      | 5      | 6      | 7         | 8         | 9         | 10        | 11        | 12        | 13        | 14        | 15        | 16        | Razem  | Punkty | SF1    | SF2    | SF3    | SF4    | SF5    | SF6    | F1     | F2     | F3     | F4     | F5     | F6     | Pozycja | Źródło |
| --------------- | ----------- | ------ | ------ | ------ | ------ | ------ | ------ | --------- | --------- | --------- | --------- | --------- | --------- | --------- | --------- | --------- | --------- | ------ | ------ | ------ | ------ | ------ | ------ | ------ | ------ | ------ | ------ | ------ | ------ | ------ | ------ | ------- | ------ |
| Valentin Bontus | Kite (m)    | 1      | 2      | 5      | 8      | 4      | 21     | 20        | Anulowane | Anulowane | Anulowane | Anulowane | Anulowane | Anulowane | Anulowane | Anulowane | Anulowane | 20     | 4      | 1.     | —      | —      | —      | —      | —      | 1.     | 1.     | 1.     | —      | —      | —      | złoto   | [ 65 ] |
| Alina Kornelli  | Kite (k)    | 16     | 12     | 13     | 9      | 8      | 5      | Anulowane | Anulowane | Anulowane | Anulowane | Anulowane | Anulowane | Anulowane | Anulowane | Anulowane | Anulowane | 47     | 11     | NQ     | NQ     | NQ     | NQ     | NQ     | NQ     | NQ     | NQ     | NQ     | NQ     | NQ     | NQ     | 11.     | [ 66 ] |

Konkurencje z wyścigiem medalowym
| Zawodnik                       | Konkurencja       | Wyścig | Wyścig | Wyścig | Wyścig | Wyścig | Wyścig | Wyścig | Wyścig | Wyścig    | Wyścig    | Wyścig | Wyścig | Wyścig    | Punkty | Finałowa pozycja | Źródło |
| Zawodnik                       | Konkurencja       | 1      | 2      | 3      | 4      | 5      | 6      | 7      | 8      | 9         | 10        | 11     | 12     | Meda lowy | Punkty | Finałowa pozycja | Źródło |
| ------------------------------ | ----------------- | ------ | ------ | ------ | ------ | ------ | ------ | ------ | ------ | --------- | --------- | ------ | ------ | --------- | ------ | ---------------- | ------ |
| Benjamin Bildstein David Hussl | 49er (m)          | 3      | 5      | 9      | 11     | 13     | 17     | 17     | 19     | 6         | 16        | 15     | 10     | —         | 122    | 14.              | [ 67 ] |
| Lara Vadlau Lukas Mähr         | 470 mieszane      | 20     | 5      | 3      | 1      | 7      | 1      | 5      | 2      | Anulowane | Anulowane | —      | —      | 14        | 38     | złoto            | [ 68 ] |
| Lukas Haberl Tanja Frank       | Nacra 17 mieszane | 16     | 12     | 14     | 15     | 16     | 15     | 15     | 3      | 8         | 9         | 10     | 16     | —         | 133    | 15.              | [ 69 ] |